# Дмитриева, Анна Владимировна
А́нна Влади́мировна Дми́триева (10 декабря 1940, Москва, СССР — 24 июня 2024, Москва, Россия) — советская теннисистка и теннисный тренер, затем — советская и российская спортивная журналистка, комментатор. Заслуженный мастер спорта СССР (1964), 18-кратная чемпионка СССР в одиночном, женском парном и смешанном парном разрядах (в том числе 4-кратная абсолютная чемпионка), победительница Спартакиад народов СССР и Всесоюзных зимних соревнований, финалистка Уимблдонского турнира в одиночном разряде среди девушек (1958), абсолютная чемпионка Игр развивающихся стран (1963). Спортивный комментатор Гостелерадио СССР, впоследствии — ВГТРК, НТВ, каналов «Матч ТВ» и Eurosport. Занимала руководящие посты на «НТВ-Плюс», возглавляла Международный лаун-теннисный клуб России.
Заслуженный работник культуры Российской Федерации (2007). Лауреат премии «Золотой микрофон» в номинации «Лучший спортивный комментатор» (1997) и премии «Голос спорта» в номинации «Лучший парный репортаж» (2020, с Александром Метревели). Член Зала российской теннисной славы и Академии российского телевидения (2004).

## Происхождение
Родилась в семье главного художника МХАТа Владимира Владимировича Дмитриева и актрисы Марины Пастуховой-Дмитриевой. Крёстная мать — актриса Ольга Книппер-Чехова. Крёстный отец — главный администратор МХАТа Фёдор Николаевич Михальский.
Отец умер, когда Ане было семь лет. Вторым мужем матери стал композитор Кирилл Молчанов. В этом браке в 1950 году родился сын Владимир, будущий известный телеведущий.

## Спортивная карьера

### Начало карьеры
По воспоминаниям Дмитриевой, впервые она взяла в руки теннисную ракетку в 1951 году в доме отдыха в подмосковном Пестове, где проводили лето актёры МХАТа. Держать ракетку девочку учил двоюродный дед Всеволод Вербицкий — также актёр МХАТа и в прошлом один из сильнейших теннисистов СССР. К этому времени, однако, он был уже тяжело болен и умер тем же летом, не застав успехов ученицы.
В 1953 году, по совету ведущей советской теннисистки 1930-х годов Нины Тепляковой, Аню отдали в теннисную секцию спортобщества «Динамо». Её первым тренером стала Нина Николаевна Лео; позже её тренировали сама Теплякова и Семён Павлович Белиц-Гейман, в прошлом один из ведущих игроков СССР, а с 1960 года — Сергей Андреев, поставивший физическую подготовку спортсменки на научную основу и уделявший особое внимание её психологической подготовке.
Через год занятий с Лео Дмитриева стала чемпионкой столичного «Динамо», а затем чемпионкой Москвы среди младших девочек в команде и в одиночном разряде. В 13 лет её отправили в Таллин на первенство ЦС «Динамо» в возрастной категории 15-16 лет, где в полуфинале она проиграла действующей чемпионке Ирине Рязановой. Выигрывала чемпионат Москвы среди школьников в одиночном разряде также в 1957 году, в парном разряде среди девушек завоевала это звание в 1954, 1956 и 1957 годах, а в миксте — в 1956 году.
В январе 1956 года приняла участие в зимнем чемпионате Москвы среди взрослых, проиграв в первом круге Елизавете Чувыриной. Летом того же года в составе команды Москвы сыграла в Спартакиаде народов СССР по квоте для девушек до 18 лет; по собственным воспоминаниям Дмитриевой, от результата её встречи в финале против сборной Украинской ССР зависел исход всего матча, и она добилась победы «с четырёх матчболов». В 1957 году выиграла Всесоюзную спартакиаду школьников в парном разряде, на следующий год победив и в одиночном разряде, и в парах. Также в 1957 году вошла в десятку сильнейших теннисисток СССР, участвовала в международном турнире, приуроченном к VI Всемирному фестивалю молодёжи и студентов, уступив во втором раунде будущей финалистке Вере Пужеёвой (ЧССР).
На Всесоюзных зимних соревнованиях 1958 года впервые пробилась в число призёров среди взрослых, заняв 3-е место. В том же году СССР, вступивший в Международную федерацию тенниса (ITF), впервые в истории отправил делегацию на Уимблдонский турнир. Вошедшая в состав делегации Дмитриева вместе с ровесником Андреем Потаниным сыграла в молодёжных соревнованиях. В преддверии основного соревнования стала победительницей юношеского турнира в Бекенхэме, а на самом Уимблдоне дошла до финала в одиночном разряде среди девушек, где проиграла американке Салли Мур.

### Дальнейшие выступления в СССР
Осенью 1958 года завоевала свой первый титул чемпионки СССР среди взрослых, победив в женском парном разряде, где играла с Елизаветой Чувыриной, а также стала финалисткой в одиночном разряде и в миксте с Сергеем Лихачёвым. Во всех трёх финалах против Дмитриевой играла Валерия Кузьменко, и если в парах ей не хватило класса партнёрши, то в одиночном разряде она обыграла москвичку достаточно легко, а затем победила и в паре с Михаилом Мозером. В дальнейшем Анна Дмитриева стала пятикратной чемпионкой СССР в одиночном разряде (1959, 1961—1964), девятикратной в женском парном разряде (1958—1964, 1866—1967) и четырёхкратной в миксте (1959, 1961—1962, 1964). Четырежды (в 1959, 1961, 1962 и 1964 годах) она становилась абсолютной чемпионкой СССР, первенствуя во всех трёх видах программы. Серия чемпионских титулов в одиночном разряде была прервана только один раз — в 1960 году, когда Дмитриева, в это время оставшаяся без тренера, проиграла в финале Кузьменко, но уже на следующий год она не отдала соперницам ни одного сета за всю дистанцию.
Дмитриева также многократно выигрывала другие всесоюзные турниры — в частности, стала абсолютной чемпионкой Спартакиады народов СССР 1959 года, победив в одиночном разряде, в женских парах с Ириной Рязановой и в миксте с Лихачёвым. Всесоюзные зимние соревнования, как и летний чемпионат, выиграла 18 раз: в одиночном разряде в 1961—1965 годах, в женских парах в 1959—1961, 1964—1965 и 1967—1968 годах и в миксте в 1959—1961, 1963—1964 и 1967 году. Рижский международный турнир, проводившийся с 1959 по 1963 год, она выигрывала все пять лет. С 1957 года постоянно входила в десятку сильнейших теннисисток СССР, которую возглавляла в 1959 и с 1961 по 1964 год.
Гегемония Дмитриевой в советском женском теннисе закончилась лишь в 1965 году, когда на командном первенстве СССР она проиграла молодой Галине Бакшеевой, а позже в том же году забеременела и с августа на некоторое время покинула соревнования. После рождения дочери и защиты университетского диплома по французским переводам «Пиковой дамы» вернулась к регулярным тренировкам, а затем, по настоянию Андреева, и к соревнованиям, и уже на летнем Московском международном турнире 1966 года дошла до финала, победив австралийку Джуди Тегарт, но затем уступив Энн Хейдон-Джонс. В следующем году обыграла Бакшееву в финале зимнего Московского международного турнира, а в 1968 году уступила ей же в финале Спартакиады. Перед рождением второго ребёнка приняла решение завершить игровую карьеру и, как предполагалось, последнюю игру в карьере провела за клуб «Динамо» в финале командного первенства Москвы в июне 1968 года. Однако осенью 1971 года, поехав на чемпионат СССР уже в качестве тренера, неожиданно снова вернулась на корт, став бронзовым призёром в женском одиночном разряде после поражения в полуфинале от Ольги Морозовой и вице-чемпионкой в женских парах.

### Выступления за рубежом
Дмитриева также успешно выступала в соревнованиях за пределами СССР, в 1964 году поднявшись до 3-го места в рейтинге теннисисток-любительниц Европы. Она становилась победительницей открытых первенств Чехословакии (1962, абсолютная чемпионка), Венгрии (1962, одиночный и женский парный разряд), Уганды (1963, абсолютное первенство), Скандинавии (1965, в парном разряде), Югославии (1966, одиночный разряд). На её счету победы в международных турнирах в Лондоне (1963, в парах, на кортах клуба Queen’s Club), Алжире (1964), Каире (1965) и Александрии (1968). Дмитриева является абсолютной чемпионкой Игр развивающихся стран (GANEFO) 1963 года в Джакарте.
Достаточно удачно Дмитриева выступала и на самых престижных международных турнирах, хотя и не завоёвывала на них чемпионских титулов. В 1960 и 1967 годах она дошла до четвертьфинала Уимблдонского турнира в женских парах, а в 1963 году достигла высшего успеха в этом разряде с Джуди Тегарт. Дмитриева вспоминала, что предложение сыграть с Тегарт поступило от менеджера австралийки, следившего за игрой советской теннисистки уже несколько лет и оценившего возможное сотрудничество как потенциально успешное. Именно в этом году накануне Уимблдонского турнира они выиграли вместе чемпионат Queen’s Club, а на самом Уимблдоне лишь в полуфинале уступили будущим победительницам турнира Марии Буэно и Дарлин Хард. В личных встречах с Буэно и Хард на Уимблдоне Дмитриева в разные годы выигрывала первый сет и вела во втором, но затем более опытным теннисисткам удавалось отыгрываться. Лучшим достижением Дмитриевой в одиночном разряде стал выход в 1/8 финала в 1960 году. В 1967 году в паре с Александром Метревели провела в четвертьфинале самый длинный в истории турнира на тот момент матч в смешанном парном разряде против Марии Буэно и Кена Флетчера, завершившийся со счётом 8:6, 5:7, 14:16 (в автобиографии Дмитриева вспоминает, что советская пара в этой игре не реализовала 13 матчболов). Достаточно результативно выступала в турнире Wimbledon Plate, в котором традиционно участвуют игроки, выбывшие из борьбы в основной сетке Уимблдонского турнира в первом и втором круге: в 1961 году проиграла в финале Рите Бентли, в 1963 году — Франсуазе Дюрр, а в 1965 году стала победительницей.
Пик спортивной формы Дмитриевой пришёлся на годы, когда советские спортсмены не ездили на чемпионат Франции, и она появилась там только в последние годы карьеры. В 1967 году на чемпионате Франции в одиночном разряде советскую теннисистку остановила в 1/8 финала хозяйка корта и будущая чемпионка Дюрр, а в смешанном парном разряде с Александром Метревели они пробились в полуфинал. По воспоминаниям теннисистки, советская федерация не рассчитывала на такой успех, и на финал Метревели в любом случае остаться бы не смог, так как должен был лететь в Москву на матч Кубка Дэвиса со сборной Чили. Поэтому советская пара, выигрывая по ходу полуфинала у Энн Хейдон-Джонс и Иона Цириака, была вынуждена в итоге зрелищно проиграть. На следующий год, накануне завершения карьеры, Дмитриева дошла до четвертьфинала в женском парном разряде с Галиной Бакшеевой, но там советская пара в упорной борьбе, выиграв второй сет и отыграв матчбол, уступила Марии Буэно и Нэнси Ричи.
В чемпионате США (впоследствии Открытый чемпионат США) 1962 года Дмитриева вышла в четвёртый круг, где также проиграла будущей чемпионке Маргарет Смит. В чемпионате Австралии не участвовала ни разу. В 1968 году провела пять игр за сборную СССР в Кубке Федерации, одержав три победы и затем проиграв в одиночном разряде и в паре с Бакшеевой в четвертьфинальном матче со сборной Великобритании.

### Стиль игры
Для Дмитриевой была характерна способность грамотно и быстро прогнозировать действия соперниц. Она практиковала атакующий стиль игры, у сетки играла разнообразно, а на задней линии (несмотря на утверждение в автобиографии, что там играть не умеет) наносила сильные, слегка подкрученные удары. Энциклопедия «Российский теннис» отмечает надёжную игру Дмитриевой с лёта и на хавкорте. В качестве слабого элемента в её арсенале Ольга Морозова в своей книге называла бэкхенд (игру закрытой ракеткой).

### Тренерская и административная работа
После окончания активной теннисной карьеры в 1969—1973 годах работала тренером в спортобществе «Динамо». С 1997 года возглавляла Международный лаун-теннисный клуб России (МЛТКР). С 1986 по 1991 год в Москве проводились соревнования на призы Анны Дмитриевой.

## Карьера в журналистике
Одновременно с участием в теннисных соревнованиях Анна Дмитриева училась на французском отделении филологического факультета МГУ и окончила его в 1966 году. Однако по окончании спортивной карьеры она ушла не в филологию, а в журналистику, с 1975 года работая в качестве спортивного комментатора. Стать спортивным комментатором Анне косвенно помог известный журналист Юрий Рост. По его совету в конце 1974 года она пошла работать в главную редакцию спортивных программ Гостелерадио СССР, которую в то время возглавлял Александр Иваницкий. В январе 1975 года была принята на должность младшего редактора. Сначала работала только на радио, позже — на телевидении. Первый прямой эфир провела в середине лета 1975 года, комментируя матч чемпионата СССР по бадминтону. В том же году сделала обзорную телевизионную передачу по большому теннису. Это был первый материал на советском телевидении об Уимблдонском турнире. В 1976 году уже регулярно выступала как комментатор, вела новости спорта в телевизионной программе «Время». В 1989—1991 годах вместе с Сергеем Ческидовым вела программу «Арена». Много лет работала на Гостелерадио СССР, затем, с 1991 года, на российском телевидении (ВГТРК, РТР), куда перешла вместе с рядом бывших сотрудников Центрального телевидения СССР.
Позднее, в 1993 году, перешла на работу на телеканал НТВ. Являлась автором и ведущей программы «Теннис в полночь с Анной Дмитриевой», а также бессменным комментатором трансляций теннисных турниров на НТВ и «НТВ-Плюс». Несколько раз на внештатной основе работала комментатором на ТВ-6 (затем ТВС), где образовывала комментаторский тандем с Александром Метревели, и на «Первом канале». В 1995—1999 годах в паре с Метревели вела на НТВ эксклюзивные репортажи с Уимблдонского турнира. С ноября 1996 по ноябрь 2004 года — заместитель руководителя, художественный руководитель канала «НТВ-Плюс Спорт». С ноября 2004 по август 2010 года возглавляла дирекцию спортивных каналов ОАО «НТВ-Плюс», сменив на этой должности умершего Алексея Буркова.
С ноября 2015 года работала теннисным комментатором в штате телеканала «Матч ТВ». В мае 2016 года по собственной инициативе перешла с «Матч ТВ» на телеканал Eurosport по причине почти полного отсутствия в эфире «Матча» теннисных трансляций, но при этом продолжала числиться в штате субхолдинга «Матч».
Сыграла важную роль в подготовке следующих поколений российских спортивных комментаторов. Среди прочих, именно благодаря Дмитриевой, по собственным словам, стал комментатором Василий Уткин, на Олимпийских играх в Сочи она «посадила в студию и дала шанс» Софье Тартаковой. Николай Долгополов пишет, что Дмитриева создала свою школу комментаторов, воспитанники которой работают на всех каналах. Дмитрий Губерниев, которому также довелось работать с Дмитриевой, ставит в заслугу ей и Алексею Буркову создание «прекрасной спортивной редакции». Двое её внуков, Кирилл и Андрей Коломыц, также работали на «Матч ТВ» как продюсер и режиссёр трансляций теннисного Кубка Кремля.

## Болезнь и смерть
Последние два года жизни боролась с онкологическим заболеванием. Практически не показываясь на публике и не выходя в эфир, по словам теннисиста Андрея Чеснокова, продолжала работать до последних дней жизни.
Скончалась 24 июня 2024 года на 84-м году жизни. Похоронена 27 июня на Новодевичьем кладбище рядом с отцом.

## Награды и звания
- Заслуженный мастер спорта СССР (1964)[9].
- В 1997 году удостоена национальной премии «Золотой микрофон» как лучший спортивный комментатор российского телевидения[73].
- Член Академии российского телевидения (2004)[57].
- В 2004 году включена в списки Зала российской теннисной славы[74].
- Заслуженный работник культуры Российской Федерации (11 сентября 2007 года) — «за заслуги в области культуры, печати, телерадиовещания и многолетнюю плодотворную работу»[75].
- В 2008 году награждена премией «Телегранд»[76].
- В 2020 году вместе с Александром Метревели удостоена премии спортивных комментаторов «Голос спорта» в номинации «Лучший парный репортаж»[77].

## История выступлений на турнирах
| Турнир                      | 1959           | 1960           | 1961           | 1962           | 1963           | 1964           | 1965           | 1967           | 1968           | Итог   | Выиграно/Проиграно за карьеру |
| --------------------------- | -------------- | -------------- | -------------- | -------------- | -------------- | -------------- | -------------- | -------------- | -------------- | ------ | ----------------------------- |
| Турниры Большого шлема      |                |                |                |                |                |                |                |                |                |        |                               |
| Чемпионат Франции           | Не участвовала | Не участвовала | Не участвовала | Не участвовала | Не участвовала | Не участвовала | 3Р             | 4Р             | 3Р             | 0 / 3  | 6-3                           |
| Уимблдонский турнир         | 1Р             | 4Р             | 1Р             | 3Р             | 2Р             | 2Р             | 2Р             | 3Р             | НУ             | 0 / 85 | 8-8                           |
| Открытый чемпионат США      | Не участвовала | Не участвовала | Не участвовала | 4Р             | Не участвовала | Не участвовала | Не участвовала | Не участвовала | Не участвовала | 0 / 1  | 2-1                           |
| Итог                        | 0 / 1          | 0 / 1          | 0 / 1          | 0 / 2          | 0 / 1          | 0 / 1          | 0 / 2          | 0 / 2          | 0 / 1          | 0 / 12 |                               |
| Выиграно/Проиграно в сезоне | 0-1            | 2-1            | 0-1            | 4-2            | 1-1            | 0-1            | 2-2            | 5-2            | 2-1            |        | 16-12                         |

## Семья
Первый муж — Михаил Никитич Толстой (род. 1940), физик, внук писателя Алексея Толстого. Брак продлился несколько месяцев.
Второй муж — Дмитрий Николаевич Чуковский (род. 1943), внук писателя Корнея Чуковского, режиссёр-документалист, сотрудник главной редакции литературно-драматических программ Центрального телевидения. Дочь — Марина (род. 1966), сын — Дмитрий (род. 1968), главный продюсер спортивных каналов «НТВ-Плюс».